# Saint-Cloud
Saint-Cloud là một xã trong vùng đô thị Paris, thuộc tỉnh Hauts-de-Seine, vùng hành chính Île-de-France của nước Pháp, có dân số là 28.395 người (thời điểm 1999).

## Các thành phố kết nghĩa
- Bad Godesberg, Đức

## Những người con của thành phố
- Marie Bonaparte, nữ tâm lý học
- Jean-Claude Killy, vận động viên trượt tuyết
- Philippe II, công tước của Orléans
- Robert Hertz, nhà nhân loại học